# Copa dos Campeões Europeus da FIBA de 1990–91
A Copa dos Campeões Europeus da FIBA de 1990-91 foi a 34ª edição da principal competição europeia de clubes profissionais da Europa conhecida hoje como EuroLiga. A final foi sediada no Palais Omnisports de Paris-Bercy em Paris na França em 18 de abril de 1991. Na ocasião o Pop84 Split conquistou seu terceiro título europeu de maneira consecutiva igualando o feito do ASK Riga, vencendo na final o FC Barcelona por 70–65. Esta foi a última edição onde apenas campeões nacionais participaram. 

## Primeira fase
| Equipe 1          | Total   | Equipe 2                  | 1.º jogo | 2.º jogo |
| ----------------- | ------- | ------------------------- | -------- | -------- |
| Kingston Kings    | 156–141 | Commodore Den Helder      | 84–79    | 72–62    |
| Steaua București  | 99–195  | CSKA Moscou               | 38–91    | 61–104   |
| Benfica           | 159–195 | Bayer 04 Leverkusen       | 87–85    | 74–110   |
| Lech Poznań       | 163–216 | Maes Pils                 | 86–109   | 77–107   |
| ZTE-Heraklith     | 206–167 | Klosterneuburg            | 107–76   | 99–91    |
| KR                | 204–226 | Uudenkaupungin Urheilijat | 120–118  | 84–108   |
| Scania Södertälje | 162–141 | Zbrojovka Brno            | 94–82    | 68–59    |
| Ideal Job Pully   | 169–199 | Maccabi Elite Tel Aviv    | 95–92    | 74–107   |
| Vllaznia          | 193–248 | Galatasaray Istambul      | 103–108  | 90–140   |
| ENAD              | 155–164 | CSKA Sofia                | 66–70    | 89–94    |
| AdW Berlin        | 180–190 | Hiefenech                 | 96–92    | 84–98    |

## Oitavas de finais
| Equipe 1                  | Total   | Equipe 2               | 1.º jogo | 2.º jogo |
| ------------------------- | ------- | ---------------------- | -------- | -------- |
| Kingston Kings            | 165-151 | CSKA Moscow            | 93–77    | 72–74    |
| Bayer 04 Leverkusen       | 188–182 | Maes Pils              | 103–88   | 85–94    |
| ZTE-Heraklith             | 175–202 | Scavolini Pesaro       | 102–114  | 73–88    |
| Uudenkaupungin Urheilijat | 183–256 | Aris Salônica          | 92–116   | 91–140   |
| Scania Södertälje         | 168–180 | Maccabi Elite Tel Aviv | 91–88    | 77–92    |
| Galatasaray Istambul      | 156–198 | Pop 84 Split           | 86–97    | 70–101   |
| CSKA Sofia                | 189–224 | CSP Limoges            | 90–105   | 99–119   |
| Hiefenech                 | 150–230 | FC Barcelona           | 73–113   | 77–117   |

## Grupo de quartas de finais
|  | As quatro equipes melhor classificadas avançam ao Final four |

|    | Equipe                 | J  | Pts | V  | D  | PF   | PA   |
| -- | ---------------------- | -- | --- | -- | -- | ---- | ---- |
| 1. | FC Barcelona           | 14 | 25  | 11 | 3  | 1276 | 1148 |
| 2. | Pop 84 Split           | 14 | 23  | 9  | 5  | 1208 | 1174 |
| 3. | Scavolini Pesaro       | 14 | 22  | 8  | 6  | 1318 | 1290 |
| 4. | Maccabi Elite Tel Aviv | 14 | 22  | 8  | 6  | 1224 | 1163 |
| 5. | Aris Salônica          | 14 | 21  | 7  | 7  | 1314 | 1324 |
| 6. | Bayer 04 Leverkusen    | 14 | 20  | 6  | 8  | 1334 | 1392 |
| 7. | Kingston Kings         | 14 | 18  | 4  | 10 | 1141 | 1221 |
| 8. | CSP Limoges            | 14 | 17  | 3  | 11 | 1251 | 1354 |

## Final four

### Semifinais
16 de abril, Palais Omnisports de Paris-Bercy, Paris
| Equipe 1     | Resultado | Equipe 2               |
| ------------ | --------- | ---------------------- |
| FC Barcelona | 101–67    | Maccabi Elite Tel Aviv |
| Pop 84 Split | 93–87     | Scavolini Pesaro       |

### Decisão do 3º colocado
18 de abril, Palais Omnisports de Paris-Bercy, Paris
| Equipe 1               | Resultado | Equipe 2         |
| ---------------------- | --------- | ---------------- |
| Maccabi Elite Tel Aviv | 83–81     | Scavolini Pesaro |

### Final
18 de abril, Palais Omnisports de Paris-Bercy, Paris
| Equipe 1     | Resultado | Equipe 2     |
| ------------ | --------- | ------------ |
| FC Barcelona | 65–70     | Pop 84 Split |

| Copa dos campeões europeus de 1990–991 Campeão |
| ---------------------------------------------- |
| Pop84 Split 3º Título                          |

### Colocação final
|  | Equipe                 |
|  | ---------------------- |
|  | Pop 84                 |
|  | FC Barcelona           |
|  | Maccabi Elite Tel Aviv |
|  | Scavolini Pesaro       |